# Krumbach (Kammel)
Der Krumbach (meist Krumbächle genannt) ist ein linker Nebenfluss der Kammel. Über die Kammel und die Mindel ist er ein indirekter rechter Nebenfluss der Donau in Bayern. Der Fluss ist ab der Gemeindegrenze zwischen der Gemeinde Waltenhausen und der Stadt Krumbach (Schwaben) ein Gewässer dritter Ordnung.

## Verlauf
Die Quelle des Krumbächles befindet sich nördlich der Ortschaft Halden bei Herretshofen in der Gemeinde Kirchhaslach im Landkreis Unterallgäu. Von dort aus fließt das Krumbächle in nördlicher Richtung. Südwestlich der Ortschaft Weiler fließt das Krumbächle in die Gemeinde Waltenhausen im Landkreis Günzburg. Nördlich von Waltenhausen befindet sich die Mündung des Weilerbachs in das Krumbächle. Nach dem Zusammenfluss dieser beiden Bäche wird das Tal des Krumbächles etwas breiter. Ungefähr fünf Kilometer weiter bachabwärts erreicht das Krumbächle den südlichen Ortsrand von Krumbach, wo es nach etwa einem weiteren Kilometer in die Kammel mündet.

## Ortschaften
Ortschaften, die direkt am Krumbächle liegen, sind Waltenhausen und Krumbach.

## Sonstiges
Nach Starkregenereignissen führt das Krumbächle oftmals schon nach kurzer Zeit Hochwasser.
Der Kneipp-Rundweg, der auf knapp 4 km durch Krumbach führt, verläuft ein langes Stück am Krumbächle entlang. Das Naturtretbecken, das zu diesem Rundweg gehört, befindet sich im Krumbächle.